# Mionochroma subaurosum
Mionochroma subaurosum là một loài bọ cánh cứng trong họ Cerambycidae.